# Luciana Lagorara
Luciana Lagorara (Sestri Ponente, 25 novembre 1936 – Genova, 4 giugno 2023) è stata una ginnasta italiana.

## Biografia
Nata nel 1936 a Sestri Ponente, nel comune di Genova, era sorella di Elena Lagorara, anche lei ginnasta, presente insieme a lei alle Olimpiadi di Melbourne 1956 e poi anche a Roma 1960. Come quest'ultima, era tesserata per l'U.S. Sestri Ponente 1897. 
Nel 1954 prese parte ai Mondiali italiani di Roma, piazzandosi quinta nel concorso a squadre e 80ª, con 66,510 punti, nel concorso individuale.
A 20 anni partecipò ai Giochi olimpici di Melbourne 1956, in tutte e sette le gare: chiuse settima nel concorso a squadre con 428,654 punti, ottava negli attrezzi a squadre con 72,800, 50ª nel concorso individuale con 69,700, 53ª al corpo libero con 17,533, 50ª alle parallele asimmetriche con 17,100, 47ª alla trave con 17,133 e 39ª nel volteggio con 17,933.
Dopo il ritiro fu giudice di gara.
Morì nel 2023, a 86 anni.